# Ripipteryx luteicornis
Ripipteryx luteicornis är en insektsart som beskrevs av Lucien Chopard 1920. Ripipteryx luteicornis ingår i släktet Ripipteryx och familjen Ripipterygidae. Inga underarter finns listade i Catalogue of Life.